# FIFA-Klub-Weltmeisterschaft 2012
Die FIFA-Klub-Weltmeisterschaft 2012 (engl.: FIFA Club World Cup 2012) war die neunte Austragung dieses weltweiten Fußballwettbewerbs für Vereinsmannschaften und fand vom 6. bis 16. Dezember zum sechsten Mal in Japan statt, das bereits von 2005 bis 2008 und 2011 Gastgeber war. Sieger wurde die Mannschaft von Corinthians São Paulo.
Bei diesem Turnier kamen erstmals technische Hilfsmittel zur Torbestimmung mittels der Torlinientechnik zum Einsatz. Sowohl das auf Kameras basierende Hawk-Eye-System als auch das als „Chip im Ball“ bekannte GoalRef-System wurden eingesetzt.

## Modus
Gegenüber dem seit 2007 geltenden Austragungsmodus gab es keine Änderungen. Das Turnier wurde mit sieben Teilnehmern ausgetragen. Diese waren neben den sechs Siegern der kontinentalen Meisterwettbewerbe auf Klubebene aus Asien (AFC), Afrika (CAF), der CONCACAF-Zone, Südamerika (CONMEBOL), Europa (UEFA) und Ozeanien (OFC) auch der japanische Meister (hätte ein Klub aus Japan die AFC CL gewonnen, wäre der am besten platzierte nichtjapanische Klub aus dieser Liga qualifiziert gewesen), der ein Ausscheidungsspiel gegen den Sieger der OFC Champions League zu bestreiten hatte. Dessen Sieger spielte mit den Vertretern Afrikas, Asiens und der CONCACAF zwei Teilnehmer am Halbfinale aus. Für dieses waren die Teams aus Europa und Südamerika bereits gesetzt; sie bestritten deswegen jeweils nur zwei Spiele. Gespielt wurde – wie zuvor – im K.-o.-System. An elf Tagen fanden acht Spiele statt.

## Spielstätten
| Toyota |

| Yokohama |

| Toyota |

| Yokohama |

## Teilnehmer
| Klub                  | Qualifikation                     | Kontinentalverband   |
| --------------------- | --------------------------------- | -------------------- |
| Ulsan Hyundai         | AFC Champions League 2012         | AFC                  |
| FC Chelsea            | UEFA Champions League 2011/12     | UEFA                 |
| CF Monterrey          | CONCACAF Champions League 2011/12 | CONCACAF             |
| al Ahly SC            | CAF Champions League 2012         | CAF                  |
| Corinthians São Paulo | Copa Libertadores 2012            | CONMEBOL             |
| Auckland City FC      | OFC Champions League 2011/12      | OFC                  |
| Sanfrecce Hiroshima   | J. League Division 1 2012         | AFC (Meister Japans) |

## Das Turnier im Überblick
Die Auslosung der Viertelfinalspiele fand am 24. September 2012 in Zürich statt.
| Spiel              | Datum        | Ortszeit  | Stadion        | Mannschaft 1        | Ergebnis  | Mannschaft 2          |
| ------------------ | ------------ | --------- | -------------- | ------------------- | --------- | --------------------- |
| Ausscheidungsspiel | 6. Dezember  | 19:45 Uhr | Nissan-Stadion | Sanfrecce Hiroshima | 1:0 (0:0) | Auckland City FC      |
| Viertelfinale 1    | 9. Dezember  | 16:00 Uhr | Toyota-Stadion | Ulsan Hyundai       | 1:3 (0:1) | CF Monterrey          |
| Viertelfinale 2    | 9. Dezember  | 19:30 Uhr | Toyota-Stadion | Sanfrecce Hiroshima | 1:2 (1:1) | al Ahly SC            |
| Spiel um Platz 5   | 12. Dezember | 16:30 Uhr | Toyota-Stadion | Ulsan Hyundai       | 2:3 (1:1) | Sanfrecce Hiroshima   |
| Halbfinale 1       | 12. Dezember | 19:30 Uhr | Toyota-Stadion | al Ahly SC          | 0:1 (0:1) | Corinthians São Paulo |
| Halbfinale 2       | 13. Dezember | 19:30 Uhr | Nissan-Stadion | CF Monterrey        | 1:3 (0:1) | FC Chelsea            |
| Spiel um Platz 3   | 16. Dezember | 16:30 Uhr | Nissan-Stadion | al Ahly SC          | 0:2 (0:1) | CF Monterrey          |

### Finale
| Corinthians São Paulo                                       | Corinthians São Paulo | FC Chelsea | FC Chelsea | Aufstellung                                        |
| ----------------------------------------------------------- | --- | --- | ---------- | -------------------------------------------------- |
| Corinthians São Paulo                                       | \| 16. Dezember 2012 um 19:30 Uhr in Yokohama (Nissan-Stadion) \| \| Ergebnis: 1:0 (0:0) \| \| Zuschauer: 68.275 \| \| Schiedsrichter: Cüneyt Çakır ( Türkei) \|                               | \| 16. Dezember 2012 um 19:30 Uhr in Yokohama (Nissan-Stadion) \| \| Ergebnis: 1:0 (0:0) \| \| Zuschauer: 68.275 \| \| Schiedsrichter: Cüneyt Çakır ( Türkei) \|                                                                                    | FC Chelsea | Aufstellung Corinthians São Paulo gegen FC Chelsea |
| Corinthians São Paulo                                       | Cássio – Alessandro , Chicão, Paulo André, Fábio Santos – Ralf, Paulinho, Jorge Henrique, Danilo, Emerson Sheik (90.+1' Wallace) – Paolo Guerrero (87. Juan Manuel Martínez) Cheftrainer: Tite | Petr Čech – Branislav Ivanović (83. César Azpilicueta), Gary Cahill, David Luiz, Ashley Cole – Ramires, Frank Lampard , Victor Moses (73. Oscar), Juan Mata, Eden Hazard (87. Marko Marin) – Fernando Torres Cheftrainer: Rafael Benítez ( Spanien) | FC Chelsea | Aufstellung Corinthians São Paulo gegen FC Chelsea |
| Corinthians São Paulo                                       | 1:0 Paolo Guerrero (69.) | | FC Chelsea | Aufstellung Corinthians São Paulo gegen FC Chelsea |
| Corinthians São Paulo                                       | Jorge Henrique (56.) | David Luiz (72.) | FC Chelsea | Aufstellung Corinthians São Paulo gegen FC Chelsea |
| Corinthians São Paulo                                       | Gary Cahill (90.) | | FC Chelsea | Aufstellung Corinthians São Paulo gegen FC Chelsea |
| 16. Dezember 2012 um 19:30 Uhr in Yokohama (Nissan-Stadion) | | |            |                                                    |
| Ergebnis: 1:0 (0:0)                                         | | |            |                                                    |
| Zuschauer: 68.275                                           | | |            |                                                    |
| Schiedsrichter: Cüneyt Çakır ( Türkei)                      | | |            |                                                    |

|  |  |

### Kader von Corinthians São Paulo
Folgende Spieler standen im Kader von Corinthians São Paulo.:
| 1. | Corinthians São Paulo |
|    | - Tor: Cássio (2/0), Danilo Fernandes (-), Júlio César (-) - Abwehr: Alessandro (2/0), Guilherme Andrade (1/0), Chicão (2/0), Fábio Santos (2/0), Felipe (-), Paulo André (2/0), Ânderson Polga (-), Wallace (1/0) - Mittelfeld: Willian Arão (2/0), Danilo (2/0), Douglas (1/0), Edenílson (-), Paulinho (2/0), Ralf (2/0) - Sturm: Emerson Sheik (2/0), Giovanni (-), Paolo Guerrero (2/2), Jorge Henrique (2/0), Juan Manuel Martínez (1/0), Romarinho (1/0) - Cheftrainer: Tite |

## Statistik
| Rang | Klub                  |
| ---- | --------------------- |
| 1    | Corinthians São Paulo |
| 2    | FC Chelsea            |
| 3    | CF Monterrey          |
| 4    | Al Ahly SC            |
| 5    | Sanfrecce Hiroshima   |
| 6    | Ulsan Hyundai         |
| 7    | Auckland City FC      |

| Rang | Spieler           | Klub                  | Tore |
| ---- | ----------------- | --------------------- | ---- |
| 1    | César Delgado     | CF Monterrey          | 3    |
|      | Hisato Satō       | Sanfrecce Hiroshima   | 3    |
| 3    | Paolo Guerrero    | Corinthians São Paulo | 2    |
|      | Jesús Corona      | CF Monterrey          | 2    |
| 5    | Mohamed Abo Treka | al Ahly SC            | 1    |
|      | Al-Sayed Hamdy    | al Ahly SC            | 1    |
|      | Juan Mata         | FC Chelsea            | 1    |
|      | Fernando Torres   | FC Chelsea            | 1    |
|      | Aldo de Nigris    | CF Monterrey          | 1    |
|      | Toshihiro Aoyama  | Sanfrecce Hiroshima   | 1    |
|      | Satoru Yamagishi  | Sanfrecce Hiroshima   | 1    |
|      | Lee Keun-ho       | Ulsan Hyundai         | 1    |
|      | Lee Yong          | Ulsan Hyundai         | 1    |

## Ehrungen

### Adidas Goldener Ball
Der Goldene Ball für den besten Spieler des Turniers ging an den Brasilianer Cássio von Titelträger Corinthians São Paulo. Der Silberne Ball ging an seinen Landsmann David Luiz vom Finalisten FC Chelsea und der Bronzene Ball an den Peruaner Paolo Guerrero ebenfalls Corinthians São Paulo.

### FIFA-Fair-Play-Trophäe
Den Fair-Play-Preis für sportlich korrektes Auftreten auf und außerhalb des Rasens konnte sich der Drittplatzierte CF Monterrey sichern.

## Schiedsrichter
Seitens der FIFA wurde von jedem Kontinentalverband ein Schiedsrichterteam nominiert. Lediglich die Asian Football Confederation (AFC) stellt ein zweites Team, das als Reserve bereitgehalten wird.
| Verband       | Schiedsrichter          | Jahrgang | Assistent 1       | Jahrgang | Assistent 2     | Jahrgang |
| ------------- | ----------------------- | -------- | ----------------- | -------- | --------------- | -------- |
| AFC           | Nawaf Shukralla         | 1976     | Yaser Tulefat     | 1974     | Ebrahim Saleh   | 1974     |
| CAF           | Djamel Haimoudi         | 1970     | Abdelhak Etchiali | 1981     | Redouane Achik  | 1972     |
| CONCACAF      | Marco Antonio Rodríguez | 1973     | Marvin Torrentera | 1971     | Marcos Quintero | 1973     |
| CONMEBOL      | Carlos Vera             | 1976     | Christian Lescano | 1983     | Byron Romero    | 1980     |
| OFC           | Peter O’Leary           | 1972     | Jan Hintz         | 1976     | Ravinesh Kumar  | 1982     |
| UEFA          | Cüneyt Çakır            | 1976     | Bahattin Duran    | 1975     | Tarık Ongun     | 1973     |
| AFC (Reserve) | Alireza Faghani         | 1978     | Hassan Kamranifar | 1972     | Reza Sokhandan  | 1974     |